# The Dream, the Space
The Dream, the Space é o álbum de estreia da banda japonesa de metalcore Crossfaith, lançado em abril de 2011.

## Recepção da crítica
O álbum recebeu críticas positivas. A revista Rock Sound deu 8 de 10 e disse: "Nos surpreendendo com sua impressionante The Artificial Theory for the Dramatic Beauty no final do ano passado [2008], Crossfaith basicamente oferece apenas mais do mesmo aqui. Imagine se Bullet for My Valentine fizesse todas as compras no Cyberdog e os resultados não seriam muito diferentes do que o Crossfaith está prometendo; uma síntese quase perfeita de temas que dão ao ouvinte uma sensação de tecnologia e metal que deve conquistar os corações e mentes de roqueiros e rivetheads. Seu predecessor, The Dream, the Space é curto para seu próprio bem, mas isso apenas nos deixa querendo mais.

## Lista de faixas
| Nº             | Título                                                          | Duração |
| 1.             | "Technologia" (instrumental)                                    | 0:22    |
| 2.             | "Chaos Attractor"                                               | 2:28    |
| 3.             | "Stars Faded in Slow Motion"                                    | 4:36    |
| 4.             | "Promise"                                                       | 3:24    |
| 5.             | "The Dream, the Space"                                          | 3:34    |
| 6.             | "Snake Code (Caribbean Death Roulette)"                         | 3:46    |
| 7.             | "Demise and Kiss" (participação de Masato Hayakawa do Coldrain) | 3:44    |
| 8.             | "Panorama (Interlúdio)" (instrumental)                          | 1:02    |
| 9.             | "Crystal Echoes Back to Our Tragedy"                            | 4:19    |
| 10.            | "Nostalgia" (instrumental)                                      | 3:08    |
| Duração total: | Duração total:                                                  | 30:23   |

| Nº. | Título                     | Duração |
| --- | -------------------------- | ------- |
| 11. | "Omen" (The Prodigy cover) | 3:59    |

## Créditos
Crossfaith
- Kenta Koie – vocais principais
- Kazuki Takemura – guitarra
- Terufumi Tamano – teclados, programação, samples, vocais de apoio
- Hiroki Ikegawa – baixo
- Tatsuya Amano – bateria

Pessoal adicional
- Masato Hayakawa do Coldrain – vocalista convidado na faixa 7